# Mutsumi Aoki
Mutsumi Aoki (* 16. Dezember 1959 in Saitama) ist eine japanische Künstlerin. Sie fertigt als bildende Künstlerin kunstvolle und filigrane Skulpturen aus Papier.

## Leben und Werk

### Werdegang
Mutsumi Aoki wurde 1959 in Saitama, Japan, geboren. Aufgewachsen ist die Künstlerin in Matsudo und Tokio. Dort studierte sie auch von 1978 bis 1981 am Kunst-Institut Ochanomizu. Anschließend besuchte sie von 1981 bis 1984 die Hochschule für Bildende Künste Ochanomizu Joshi Daigaku in Tokio. Sie studierte Malerei bei Professor Sato mit den Nebenfächern: Skulptur, Lithografie, Fresko und Tempera.
Die Künstlerin Mutsumi Aoki arbeitet mit organischen Materialien: Papier, Moos, Algen, Sand. Ihre Kunstwerke scheinen von weitem Modeentwürfe zu sein. Es handelt sich um dreidimensionale Skulpturen. Die Kleider aus Papier sind leere Hüllen. Aber die Objekte wirken lebendig, als sei eben noch ein Mensch darin gewesen. Mit einem Rokoko-Kleid verweist die Künstlerin auf eine besondere japanische Mode, die an Rokoko und Gründerzeitkostümen angelehnte Lolita-Mode – und so heißt das Kunstwerk auch: Rokoko Lolita.
Aokis Skulpturen und Werke wurden in zahlreichen Ausstellungen in Galerien und Museen in Deutschland gezeigt, darunter im Badischen Landesmuseum in Karlsruhe 2009 mit einer Sonderausstellung.
Mutsumi Aoki ist mit dem deutschen Schriftsteller Wulf Noll verheiratet. Die bildende Künstlerin lebt und arbeitet in Düsseldorf.

### Heimat Kunst
Die Künstlerin sagt von sich selbst: „Mein Geburtsland ist Japan, das Land der Sonnengöttin Amaterasu, mein Aufenthaltsort ist Deutschland, meine Heimat ist die Kunst. Die Kunst vermittelt zwischen den Kulturen und bringt das Innen nach außen und das Außen nach innen.“
Und: „Ich bin Künstlerin geworden, weil ich meine Gedanken in Worten nicht so gut ausdrücken kann“. Konzentriert zieht sie einen Kreis aus Sand um zerklüftet geformte Papierschuhe mit schwindelerregenden Stilettoabsätzen. Die Schuhe im Sand stehen für das Leben der Künstlerin.
„Ich bin eine Reisende durch das Leben. Das Leben hat weder Anfang noch Ende, so wie der Kreis. Die Schuhe stehen für das Wandern“, erklärt Mutsumi Aoki. Sie nennt diese Arbeit Time Traveller, also Zeitreisende. Man kann das Kunstwerk auch als Symbol für die japanische und die europäische Kultur sehen. Über den sorgfältig geformten Linien des Kreises liegt die meditative Ruhe eines japanischen Steingartens. Aber die Schuhe stehen für Europa: immer in Bewegung.

## Rezeption
„„Das Badische Landesmuseum präsentiert seit dem 3. März im Museum beim Markt die Sonderausstellung „Verwandlungen. Künstler zwischen Japan und Deutschland“. Anmutige Kleiderhüllen aus Papier, mit bunten Mustern bemalte Nachtfalter und abstrakte Plastiken aus Porzellan und Keramik – was verbindet diese auf den ersten Blick so unterschiedlichen Kunstwerke? Die Arbeiten der drei zeitgenössischen Künstler Mutsumi Aoki, Akihiro Higuchi und Aisaku Suzuki, die das BLM in seiner neuen Ausstellung im Museum beim Markt präsentiert, sind von der japanischen Ästhetik geprägt und spielen dennoch mit europäischen Ausdrucksformen“.“

„„Die Werke der drei in Japan geborenen Künstler Mutsumi Aoki, Akihiro Higuchi und Aisaku Suzuki sind originell, zeitlos und erfrischend anders. Bei aller Unterschiedlichkeit der Materialien und Ausdrucksformen ihrer Werke ist den drei Künstlern eines gemein: Sie spielen kunstvoll mit dem Thema der Verwandlung. Dabei vereinen sie westliche Ausdruckformen mit traditionellen japanischen Einflüssen“.“

„„Ihre Werke sind durchflutet von der japanischen Kultur … sie führen hin zur Meditation und Besinnung“.“

„„Die Ausstellung „Körperbilder“ in der Städtischen Galerie Offenburg ist eine große Inspiration – Ebenfalls in Hüllen drückt sich die in Düsseldorf lebende Japanerin Mutsumi Aoki (geboren 1959) aus. Bei ihr sind es ins Dramatische gesteigerte skulpturale Gewänder aus Papier. Gefaltet, genässt und verzogen entstehen so Plastiken in starkem Bezug zu historischen Vorbildern. Ungemein reizvoll, elegant und individuell treten so geschnürte und doch ungemein bewegt wirkende Frauen der Jahrhundertwende auf, die voller Witz und Leben zu sein scheinen. Surrealistische Anklänge und barocke Formzitate evozieren stets neue Bilder und bezeugen die reiche Inspiration dieser Künstlerin“.“

„„Kokons aus Harz und Bienenwachs: Nach einer Phase der informellen Malerei wagte Aoki sich mit Papierobjekten in die dritte Dimension. Die Ideen für ihre Plastiken findet sie unterwegs, in Schaufenstern oder in Theaterbüchern“.“

„„Von den aus Papier handwerklich perfekt angefertigten, dann mit Acrylfarbe, Naturharz und Bienenwachs subtil künstlerisch bearbeiteten Kostümen, die wie Überreste des Zeitalters der Menschheit an den Wänden hängen, geht eine geheimnisvolle Aura aus“.“

„„Mutsumi Aoki erschafft durch eine besondere Technik – die Papierschöpfung – fragile Skulpturen, die lebensgroßen Kleiderhüllen ähneln. Der melancholische Verweis auf einen verloren gegangenen Inhalt ist stark von der japanischen Empfindung für Schönheit und deren Vergänglichkeit geprägt. Doch den leeren Hüllen entwachsen neue Formen, welche auf den ewigen Zyklus des Lebens deuten“.“

## Auszeichnungen
- 1984: Förderpreis der Hochschule für Bildende Künste Ochanomizu in Tokio

## Ausstellungen (Auswahl)

### Einzelausstellungen
- 1985+86: Galerie 21, Tokyo
- 1987: Galerie Surugadai, Tokyo
- 1988: Galerie der Universität Tsukuba, Tsukuba
- 1989: Deutsches Kulturzentrum, Tokyo
- 1990: Creative House Aku-Aku, Tsukuba
- 1998: CO 10 Galerie, Ulrike Behrends, Düsseldorf
- 1999+2001+2004: Galerie Beethovenstraße, Düsseldorf
- 2017: Emslandmuseum Schloss Clemenswerth, Sögel

### Gruppenausstellungen
- 1989: Kreisel (OAG Club), Tokio
- 1991: Kunstpalast, Düsseldorf
- 1998: Global Art, CulturCitadelle II, CO 10 Galerie, Ulrike Behrends u. Galerie Blau, Düsseldorf
- 2000: Haus der Kulturen der Welt, Berlin
- 2001: Kulturverein Zehntscheuer, Rottenburg/Neckar
- 2001+02: Gesellschaft der Freunde der Kunst, Düsseldorf u. Berlin
- 2009: Körperbilder – Skulpturen von Mutsumi Aoki, Anja Luithle, Ekkehart Panek, Tina Stolt, vom 5. Juni bis zum 16. August 2009, Städtische Galerie Offenburg
- 2012: Ausstellungen in Museen, Aoki – Higuchi – Suzuki: Verwandlungen, vom 3. März 2012 bis zum 24. Juni 2012, Museum beim Markt, Galerie, Karlsruhe[8]
- 2014: 30 Jahre Kunst in der Zehntscheuer, Rottenburg/Neckar
- 2014: Opulenz Struktur: Mutsumi Aoki – Sabine Boehl – Sala Lieber, Schloss Reuschenberg, Neuss
- 2018: Papier Partout: Aoki – Behrens – Ellert – Justus – My – Schubert – von Loepe, Schloss Reuschenberg, Neuss

### Werksammlungen (dauerhafte Ausstellungen)
- Seit 2016: Privatmuseum Galerie Beethovenstraße, Düsseldorf
- Seit 2016: Schloss  Reuschenberg, Neuss

## Publikationen
- 2005: Mutsumi Aoki: Papierskulpturen. Illustrated by, Mutsumi Aoki. Publisher, XIM Virgines Ed. Libri, 2005, 32 Seiten, ISBN 978-3-934268-41-8 (eingeschränkte Vorschau in der Google-Buchsuche)
- 1999: Drippings u. Zeichnungen in: Wulf Noll, Freundliche Grüße aus dem Yenseits. Gedichte aus Japan, Sassafras Verlag, Krefeld, 1999 (eingeschränkte Vorschau in der Google-Buchsuche)
- 1995: Buna o meguru, Tokyo: Kabushikikaisha Hakusuisha, 1995